# Capannori
Capannori – miasto i gmina we Włoszech, w regionie Toskania, w prowincji Lukka.
Według danych na rok 2004 gminę zamieszkiwało 40 699 osób, 260,9 os./km².

## Współpraca
- La Gaude, Francja